# RENFE 447 sorozat
A RENFE 447 sorozat egy villamos motorvonat sorozat, melyet a CAF, az Alstom, a Siemens, az ABB, és az Adtranz gyártott a spanyol RENFE számára az elővárosi járatok kiszolgálásához. Az első motorvonat 1993-ban állt szolgálatba.

## Technikai részletek
A RENFE 447 sorozat 3 kV DC áramrendszerű, maximális sebessége 120 km/h.

## Városok, illetve útvonalak
A RENFE 447 sorozatú motorvonatok az alábbi hálózatokon üzemelnek:
- Rodalies de Catalunya
- Cercanías Valencia
- Cercanías San Sebastián
- Cercanías Santander
- Cercanías Madrid
- Rodalies Girona
- Rodalies Tarragona

## Képgaléria

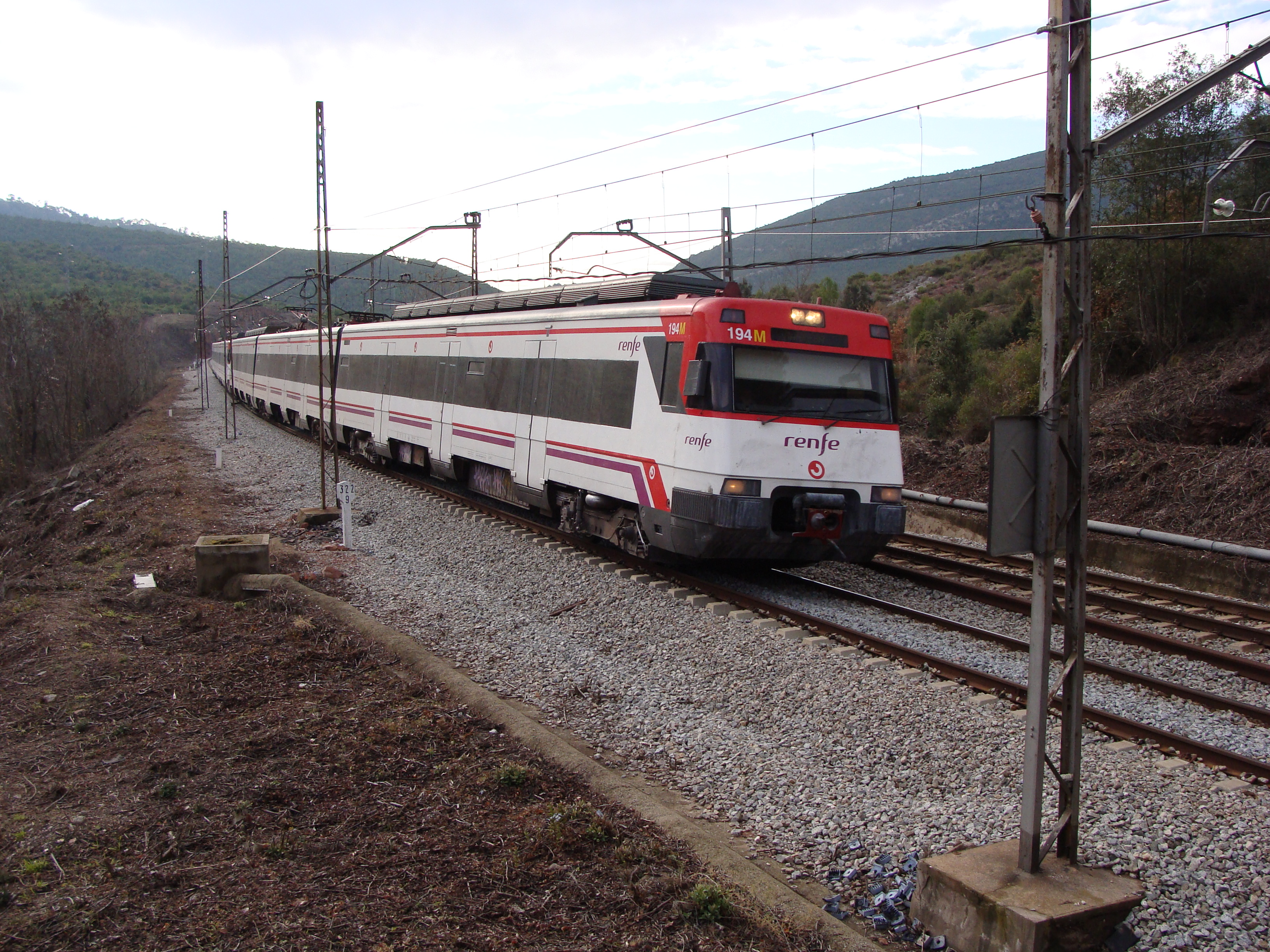
Motorvonat Barcelona közelében
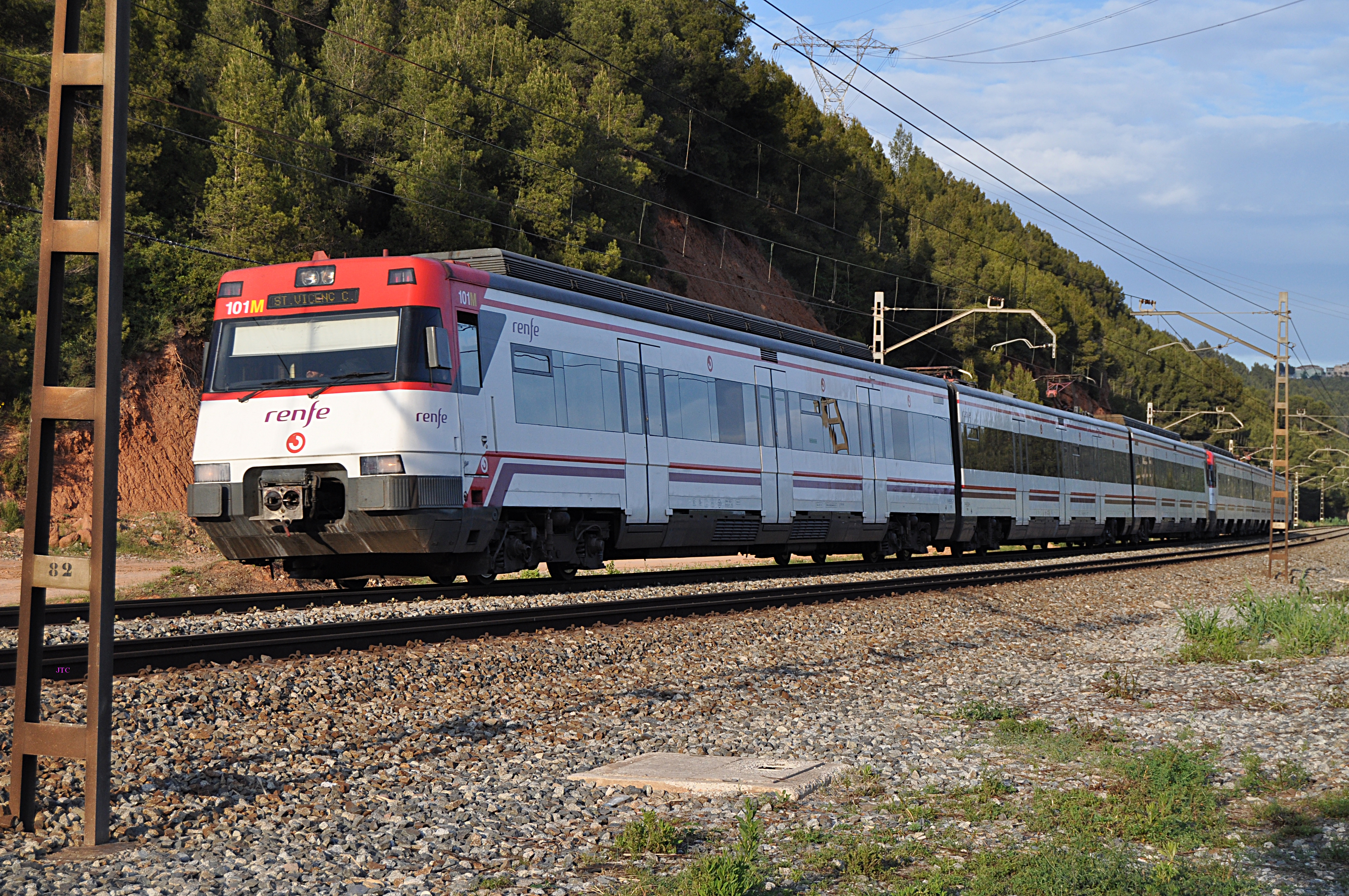
Két 447-es motorvonat a Rodalies de Catalunya hálózaton
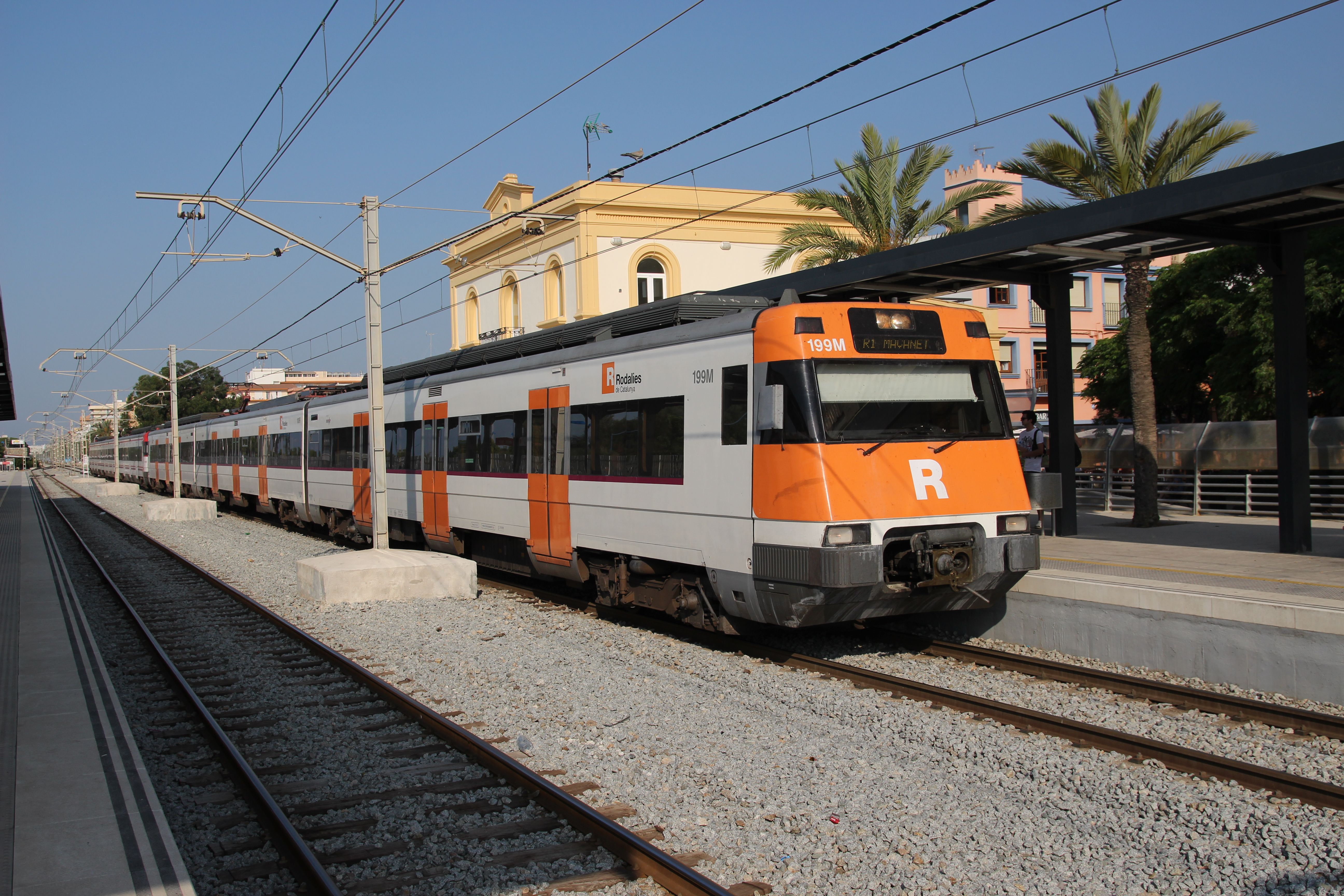
Rodalies de Catalunya
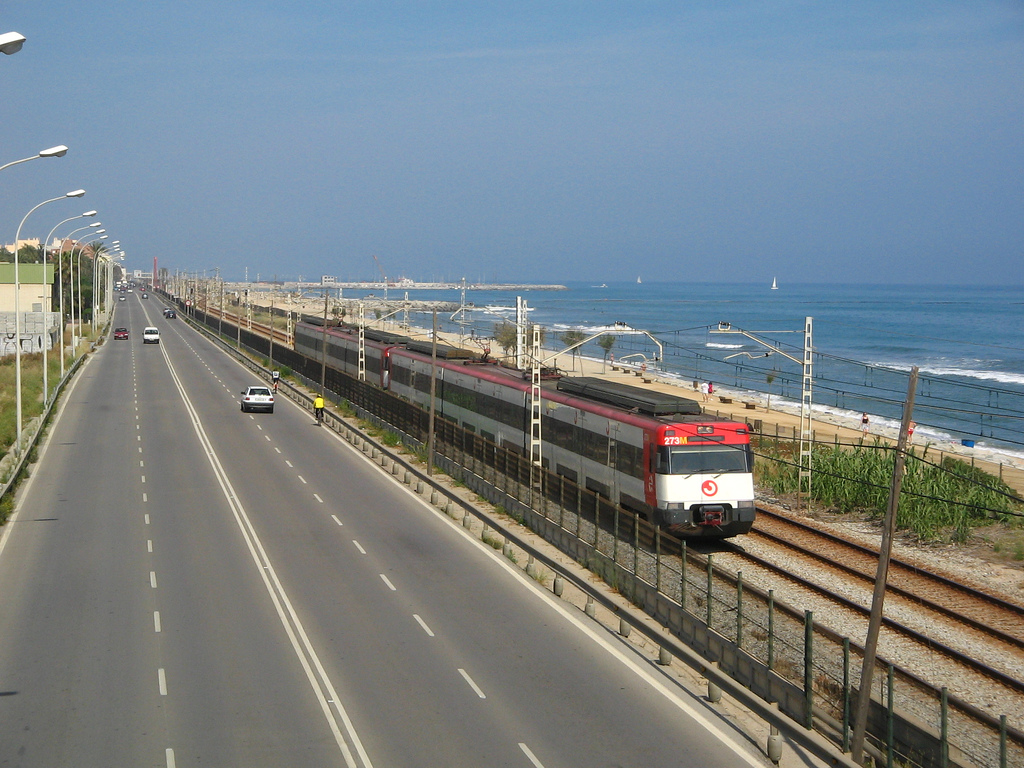
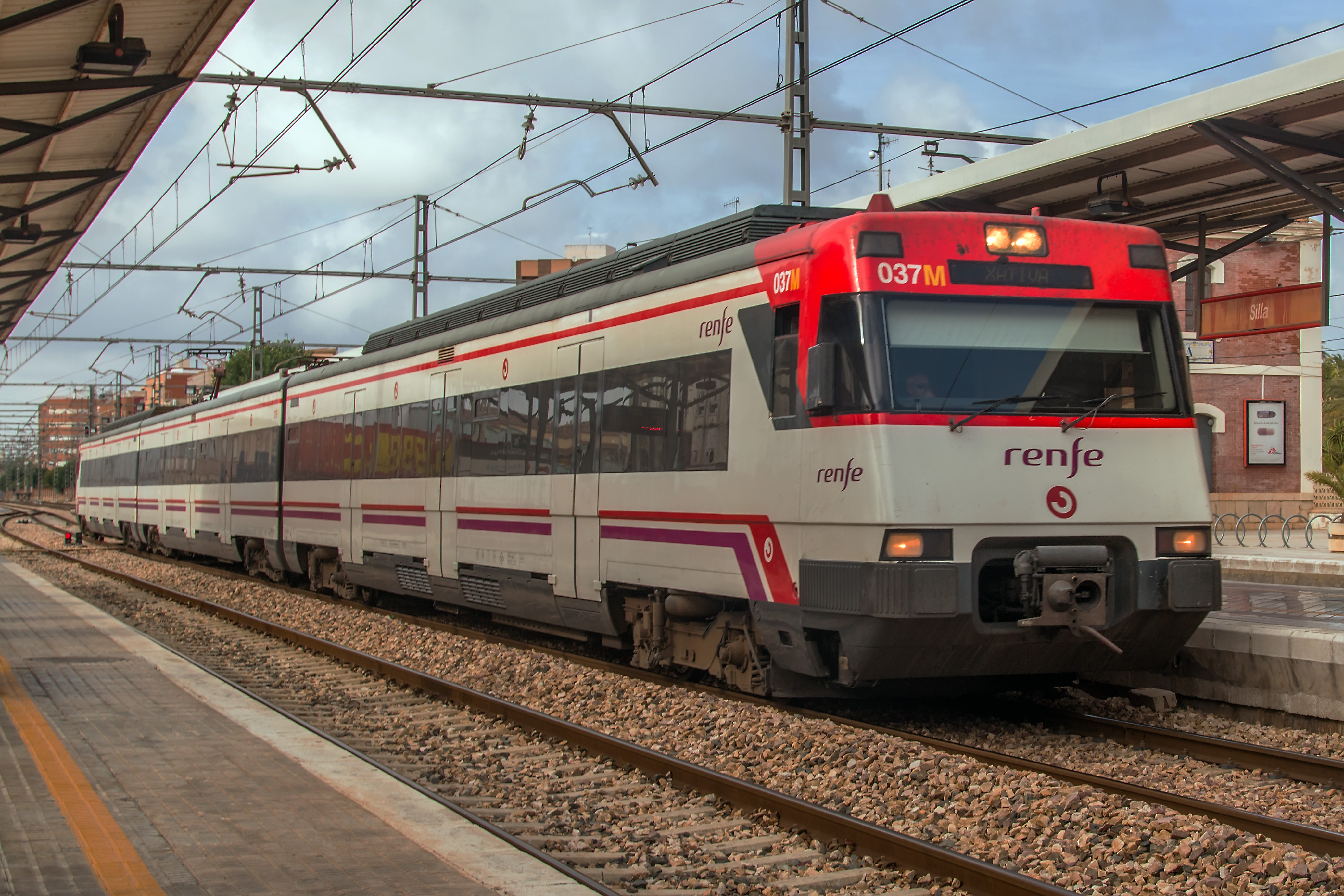
Silla (Valencia) közelében

## Lásd még
- Cercanías
- Renfe